# Darlees Rig
Der Darlees Rig ist ein Hügel in den Pentland Hills. Die 448 m hohe Erhebung liegt im Zentrum im südlichen Teil der rund 25 km langen Hügelkette in der schottischen Council Area South Lanarkshire.
Die nächstgelegene Ortschaft ist das rund vier Kilometer nordwestlich gelegene Tarbrax. West Linton ist acht Kilometer östlich vor der Ostflanke der Pentland Hills gelegen. Zu den umgebenden Hügeln zählen der Harrows Law im Westen, der Black Birn im Nordwesten, der Henshaw Hill im Norden, der White Craig im Nordosten, der Catstone Hill im Osten sowie der Bleak Law im Süden.

## Umgebung
Auf dem Darlees Rig und seinen Hängen befinden sich mehrere Cairns. Sie gehören zu einer Gruppe von Cairns in der Umgebung, die aus verhältnismäßig großen Steinen aufgebaut ist. Da diese Cairns auf älteren Karten nicht verzeichnet sind, werden sie auf die zweite Hälfte des 19. Jahrhunderts datiert und besitzen somit vermutlich keine historische Bedeutung.
An der Nordflanke des Darlees Rig entspringen zwei Bäche. Während das nach Osten abfließende Medwin Water zunächst die Grenze zwischen West Lothian und South Lanarkshire, dann zwischen South Lanarkshire und den Scottish Borders markiert, bevor es sich zum South Medwin erweitert, zählt der nach Westen abfließende Bach zu den Quellflüssen des North Medwin, welcher entlang der Südwestflanke der Pentland Hills verläuft. Das an der Südflanke entspringende West Water mündet in den South Medwin.